# Battipagliese Calcio
L'Associazione Sportiva Battipagliese Calcio 1929, meglio nota come Battipagliese, è una società calcistica italiana con sede nella città di Battipaglia, in provincia di Salerno. Milita in Eccellenza, quinto livello della piramide calcistica nazionale.
I suoi colori sociali sono il bianco e il nero.

## Storia

### Dalle origini agli anni quaranta

Una formazione della Battipagliese nel campionato di Seconda Divisione 1933-1934

I primi calci ad un pallone vennero dati dalla Virtus Battipaglia nel 1925, ma fu solo nel 1929 che nacque formalmente l'Unione Sportiva Battipagliese, che prese parte ad un regolare campionato. La prima sede della società era situata nel bar Excelsior di proprietà della famiglia De Crescenzo, mentre il primo allenatore-presidente del club fu Giuseppe Agnetti.
Al termine della stagione 1932-1933 il Battipaglia venne ammesso in Seconda Divisione, e al termine della stagione 1935-1936 fu promosso in Prima Divisione. Da quest'ultima categoria, con la denominazione di G.S. Baratta Battipaglia, venne ulteriormente promosso in Serie C nella stagione 1938-1939.

### Gli anni quaranta
Dal torneo 1939-1940 al 1942-1943, il Baratta Battipaglia, squadra che rappresentava un Comune di nuova costituzione con poco più di diecimila abitanti, prese parte per quattro anni consecutivi al campionato di Serie C, raggiungendo, nella stagione 1942-43, il suo migliore piazzamento: un secondo posto alle spalle della Salernitana. In questi anni le vicende calcistiche risentirono peraltro della situazione bellica nell'ambito della seconda guerra mondiale: Battipaglia fu scelta dalle forze anglo-americane, sbarcate sul litorale compreso fra Paestum e Picciola, quale teatro dell'operazione "Valanga", tesa ad occupare la zona, altamente strategica, scacciandone i tedeschi.

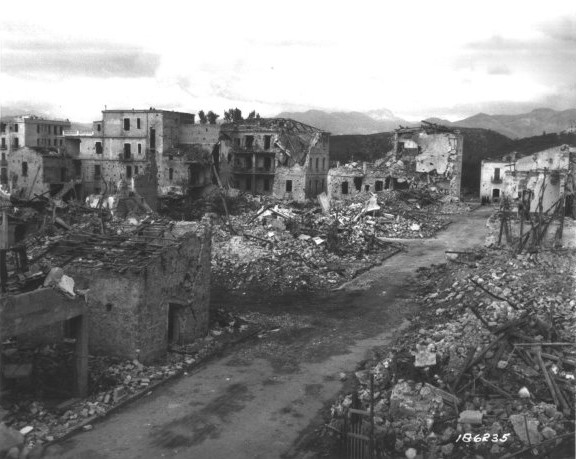
Una foto di Battipaglia dopo la guerra

Nel 1946-47 ripartirono i campionati, ma a Battipaglia non esistevano più né squadra né società. I fratelli Baratta non erano più disponibili, né lo erano altri imprenditori. Rifiutata la B, cadde poi in prescrizione anche il diritto alla C, nonostante proroghe e reiterate sollecitazioni.
L'annata 1948-49 si disputò in via Italia, su un terreno di proprietà dei Padri Stimmatini che lì intendevano costruire la nuova chiesa. Nel 1949 avvenne la rifondazione dell'Unione Sportiva Battipagliese, e con essa venne costruito un nuovo campo sportivo situato in località S. Anna. L'inaugurazione dell'impianto avvenne il 13 novembre del 1949, con una vittoria della Battipagliese per 3-1 contro il Margellina. Alla fine di questo campionato la Battipagliese venne promossa in I Divisione; l'anno successivo la Battipagliese mantenne la categoria.

### Dagli anni cinquanta agli anni settanta
Nella stagione 1951-52 la Battipagliese vinse il campionato di I Divisione battendo all'ultima giornata la Penisola Sorrentina per 5-0, vittoria che consentì l'accesso alla Promozione. Dopo anni di Promozione, nel 1963 la Battipagliese vinse il campionato e fu ammessa alle fasi finali, ove risucì a battere la Virtus Frattese e pareggiò contro la Puteolana. Dopo altri spareggi con la stessa Puteolana, furono però i napoletani ad approdare in Serie D. Nella stagione 1963-64 alla Battipagliese furono comminati 9 punti di penalizzazione (inizialmente erano 12) per una combine, ma la squadra riuscì a chiudere il campionato piazzandosi in seconda posizione. Solo nel 1967, dopo essere arrivata quarta in campionato, la Battipagliese fu promossa in Serie D grazie ad un ripescaggio.
La Battipagliese rimase in Serie D con risultati altalenanti dal 1967-68 alla stagione 1972-73: in quest'ultima stagione la squadra retrocesse in Promozione concludendo il campionato al sedicesimo posto. L'anno successivo la Battipagliese arrivò quattordicesima in classifica, retrocedendo in Prima Categoria. Dopo il terzo posto del 1974-75, nella stagione 1975-76 la squadra arrivò prima in classifica in campionato, vinse la Coppa Montuori battendo in finale la Flegrea sul campo sportivo di Torre Annunziata, e fu anche Campione Campano battendo il Sanità 2-1 e il Sarno.

### Gli anni ottanta

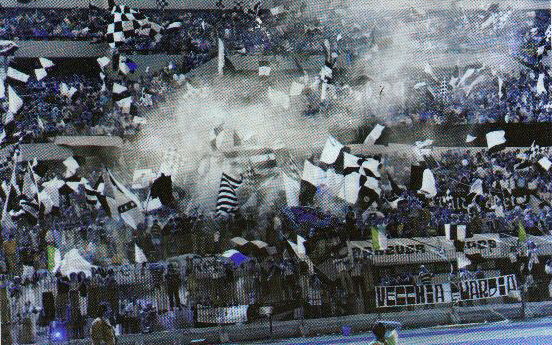
I tifosi bianconeri contro il Potenza nel 1990

Dopo la conquista della Promozione la squadra tentò più volte di ritornare in Serie D, ma solo al termine della stagione 1981-82 riuscì a vincere il suo girone staccando di sette punti la Sarnese, e fu così ammessa agli spareggi allo stadio Santa Colomba di Benevento. Qui incontrò Rifo Sud e Acerrana, non riuscendo ad ottenere la promozione.
Dopo un secondo posto nella stagione successiva, le zebrette vinsero ancora una volta il campionato nella stagione 1983-84: in quella occasione, però, agli spareggi furono battuti Cicciano e Casalnuovo Aversa, ottenendo l'accesso all'Interregionale. Durante le prime tre stagioni in questa categoria la squadra conquistò un quarto posto e due terzi posti consecutivi. Nella stagione 1987-88, la Battipagliese chiuse il girone al primo posto a pari punti con la Sarnese: agli spareggi di Castellammare di Stabia la Battipagliese fu seguita da circa 10.000 tifosi. La partita fini 2-1 per le zebrette dopo una gara finita ai supplementari e decisa da un gol di Carmelo Condemi, che diede la Serie C2 ai bianconeri.
Alla seconda stagione in C2, la squadra finì prima davanti a Nola e Frosinone; la Battipagliese ritornò in Serie C1 dopo quasi mezzo secolo: il giorno che diede la matematica promozione arrivò in casa contro il Potenza davanti a 12000 spettatori con il risultato di 1-1.

### Gli anni novanta
Le due successiva stagioni si conclusero, però, con altrettanti retrocessioni, facendo precipitare il club nel Campionato Nazionale Dilettanti. Nel 1992-93 arrivò l'immediata riscossa con la vittoria del suo girone e la partecipazione alle finali dello scudetto Dilettanti, perse contro Crevalcore Eurobuilding e Vogherese. Dopo alcuni anni in Serie C2, nel 1997 arrivò la vittoria del girone C con l'ultima promozione in terza serie.
La stagione 1996-1997 iniziò male, con una sconfitta in casa contro il Bisceglie, ma la formazione allenata a quei tempi da Roberto Chiancone, si riprese in fretta, vincendo contro il Frosinone in rimonta nella seconda giornata, e ottenendo, in seguito, 14 risultati utili consecutivi nelle successive gare. La serie di risultati utili si interruppe alla sedicesima giornata di campionato, con una sconfitta per 2-1 a Matera.
A quattro gare dalla fine del campionato, la Battipagliese era lanciata verso la promozione. Nella gara interna contro il Taranto bastò una rete di D’Antò a decidere l'incontro: la vittoria portò la Battipagliese a 5 punti di vantaggio sul Catanzaro. Nella giornata successiva, le zebrette non ottennero la promozione matematica per via della sconfitta col Castrovillari. La matematica promozione in serie C1, però, arrivò nella giornata successiva, l'11 maggio 1997, al Pastena, nella penultima gara di campionato, che vide la Battipagliese affrontare il Matera di fronte a 6000 spettatori. La Battipagliese non deluse le attese e vinse la gara per 2-1.
Nel 1997-1998 rimase in Serie C1 battendo ai play-out il Palermo. A partire dal 1998-99 la squadra retrocesse due volte consecutive che portarono il club in Serie D.

### Gli anni duemila
Al termine della stagione 2004-2005, la Battipagliese retrocesse in Eccellenza e venne esclusa dai campionati per dissesto economico-finanziario.
Il club venne rifondato, a seguito dell'acquisto del titolo sportivo della Rinascita Campagna Verde, da parte di alcuni imprenditori del luogo, che la rifondarono con la denominazione di Rinascita Battipaglia, ripartendo dal campionato di Eccellenza campana.
Dalla stagione 2007-2008, il club cambiò denominazione in Associazione Sportiva Dilettantistica Battipagliese, e sfiorò la promozione in Serie D perdendo i play off nazionali, dopo essersi classificata al secondo posto in campionato.
Nella stagione 2009-2010, la Battipagliese vinse il campionato e venne promossa in Serie D, dove ha giocato fino alla mancata iscrizione nell'estate 2015.
Durante gli ultimi mesi della stagione sportiva 2015-16, che ha visto la città di Battipaglia senza la propria squadra, l'imprenditore picentino Mario Palmentieri, già proprietario del Real Pontecagnano Faiano, militante in Promozione campana, si è accordato con l'ASD Orgoglio Battipagliese, associazione nata per il rilancio del calcio nella cittadina della Piana del Sele, per la creazione della Football Club Dilettanti Battipagliese 1929, società nata dal titolo dell'A.S.D. Real Aversana di Promozione e formata da ex dirigenti di locali compagini dilettantistiche quali Mario Pumpo e Carmine Guariglia, ex presidente della Real Stella Battipaglia.. Al primo anno di vita, la F.C.D. Battipagliese 1929 ha concluso al terzo posto il girone B di Eccellenza Campania, accedendo ai playoff e venendo eliminata in semifinale dall'Audax Cervinara. Nella stagione successiva le zebrette in estate vivono una vera e propria crisi societaria e dopo tre cambi di allenatore (Francesco Tudisco, Pasquale Santosuosso e infine Gerardo Viscido), l'addio di patron Palmentieri a gennaio e il ritorno della cordata guidata da Mario Pumpo e Carmine Guariglia, si salvano ai play-out, battendo il Picciola allo stadio "Pastena" per 3-1.

## Colori e simboli
I colori ufficiali della Battipagliese sono il bianco e il nero, mentre i simboli della squadra sono una zebra e il "Castelluccio di Battipaglia", che compaiono sul logo ufficiale del club

### Inno
L'inno ufficiale e storico della Battipagliese è "Alè Battipagliese" di Nello Boccia, che ha rappresentato il periodo d'oro del professionismo.
Successivamente è stato composto un altro inno, "Il cuore ti darò" scritto e cantato da Giovanni Coscia (in arte "Gico"), e presentato ai tifosi nel 2008;
Il 3 agosto 2013, in occasione della presentazione della Battipagliese Calcio - anno sportivo 2013/2014, tenutasi in Piazza Amendola a Battipaglia, a conclusione di una selezione di brani cantati da diversi gruppi emergenti locali, è stato scelto il nuovo inno ufficiale con il titolo "Battipaglia Ultrà", scritto e cantato dal gruppo musicale TRC di Battipaglia.

## Strutture

### Stadio
- ????-1988: Stadio Sant'Anna[13]
- 1989-2010: Stadio Luigi Pastena[14]
- 2010-2012: Stadio Sant'Anna[15][16]
- 2012-2020: Stadio Luigi Pastena[17]
- 2021-2022: Stadio Sant'Anna[17]
- 2022-2024: Stadio Provenza [18]
- 2024-att: Stadio Luigi Pastena

La Battipagliese disputa le gare interne nello stadio "Luigi Pastena" dal 1988 il quale, in seguito a recenti interventi di ristrutturazione, ha un campo in erba sintetica di ultima generazione.
Il suo campo storico è lo stadio "Sant'Anna", situato nel rione Sant'Anna della città, capofila della Piana del Sele.
Spesso la Battipagliese ha dovuto cambiare terreno di gioco causa partita a porte chiuse e squalifiche del campo di lunga data.
Ha giocato nello Stadio Arechi di Salerno, la partita Battipagliese-Ebolitana, in seguito ai violenti scontri, avvenuti nella gara di andata della stagione 2009-2010.
Al termine della stagione 2009-2010, la Battipagliese ha disputato alcuni incontri ufficiali allo stadio Sant'Anna, ritornandoci a giocare dopo 21 anni di assenza.
Per la stagione 2010-2011, la Battipagliese ottenne l'autorizzazione dalla Lega Nazionale Dilettanti a disputare le gare interne allo Stadio Sant'Anna per via dei lavori di ristrutturazione del Pastena.
Al termine della stagione 2011-2012, a lavori ultimati, la Battipagliese ritorna a giocare al Luigi Pastena.

## Società
La società è stata rifondata nel 2016, a seguito del fallimento della Battipagliese Calcio 1929, avvenuto nell'estate del 2015; la Battipagliese Calcio a sua volta, aveva preso il posto nel 2005 della storica Unione Sportiva Battipagliese. La rifondazione avvenne grazie ad un gruppo di imprenditori, a capo di Carmine Pagano come presidente, che decise di trasferire a Battipaglia il titolo sportivo del Rinascita Campagna Verde, militante nell'Eccellenza, per far ripartire il club da quella categoria. A seguito di tale operazione, la squadra assunse la denominazione di Rinascita Battipaglia, per poi diventare Associazione Sportiva Dilettantistica Battipagliese nel 2008.
Nella stagione sportiva 2013-2014, la società è stata invece gestita dal presidente Giuseppe Sabatino e dalla famiglia Procida nonché da altri imprenditori locali.
Nell'estate del 2014, il club campano passa nelle mani di Carmine Ferrara che si dimette da presidente già dopo pochi mesi (il 15 dicembre 2014), lasciando la squadra in una grave crisi societaria, fino al fallimento dell'estate 2015.
Dopo un anno di inattività, nel 2016 è la famiglia Palmentieri, già a timone del Real Pontecagnano Faiano, a far rinascere il calcio a Battipaglia con l'acquisizione del titolo di Promozione della locale squadra del Real Aversana, in comunione con l'associazione Orgoglio Battipagliese.
Nasce così una nuova società con la denominazione sociale di F.C.D. Battipagliese 1929, che nella nuova stagione sportiva 2016/2017 a seguito del ripescaggio si appresta a disputare il campionato di Eccellenza Campana. Dopo una crisi societaria nata nell'estate 2017, a gennaio 2018 il presidente Palmentieri lascia il club invischiato nella lotta per la salvezza e al suo posto torna la cordata guidata da Mario Pumpo e Carmine Guariglia, che guideranno fino al 2019/2020, in cui si assiste al secondo fallimento della storia bianconera.
- 1925-1928:  Virtus Battipaglia
- 1929-1937:  Unione Sportiva Battipagliese
- 1937-1943:  G.S. Baratta Battipaglia
- 1949-2005:  Unione Sportiva Battipagliese
- 2005-2007:  Rinascita Battipaglia
- 2007-2013:  A.S.D. Battipagliese
- 2013-2015:  Battipagliese Calcio 1929
- 2016-2020:  F.C.D. Battipagliese 1929
- 2022-att.:  A.S.D. Battipagliese Calcio

### Sponsor
| Cronologia degli sponsor tecnici - 1929-1997 NR - 1997-1998 Piemme - 1998-1999 ... - 1999-2000 N2 - 2000-2011 ... - 2011-2012 Devis - 2012-2013 Devis - 2012-2015 Mass - 2016-2017: DEPAM e Macron - 2017-2018: Zeus - 2018-2020: Mass - 2021-2022: Legea - 2022-att.: Joma | Cronologia degli sponsor ufficiali - 1929-1993 PAIF; Gelateria EDELWEISS - 1993-1994 AGRISOFT - 1994-1996 PAIF - 1996-1997 Autoricambi Autoshop - 1997-1998 Bianco Federico Trasporti - 1998-1999 GANA SPORT - Articoli Sportivi - 1999-2000 HOLBEK Accumulatori - 2000-2001 ... - 2001-2002 NICOLORO Arredamenti - 2002-2004 ... - 2004-2005 Caseificio LA CONTADINA - 2005-2006 CO.MA.IN. - 2006-2007 Gelateria EDELWEISS - 2007-2009 Motta S.p.A. SERVIZI&LOGISTICA - 2009-2013 Autoricambi Autoshop - 2013-2015 Techmania, Magliano Group. Per il settore giovanile: McDonald's provincia di Salerno - 2016-?.: GRUPPO ADINOLFI, AGRIVIT e Motta S.p.A. SERVIZI&LOGISTICA - 2021-2023.: Ecoservizi - 2023-att.: Telefonia Lecce |

## Allenatori e presidenti
Fonte:Laseried.com
- 1929-1933  Giuseppe Agnetti
- 1933-?  Primo Baratta
- 1949  Giovanni Panico
- ?-?  Antonio De Vita
- 1952-?  Lazzaro Jemma
- 1967-1968  Antonio Romano
- 1968-1969  Francesco Santese
- ?-?  Amedeo Pesce
- 1980-1981  Antonio Meluzio
- 1982-?  Pio Pastena
- ?-1987  Giuseppe Pastena
- 1987-1989  Luigi Pastena
- 1989-1990  Giuseppe Acanfora e  Bruno Pastena
- 1990-2000  Bruno Pastena
- 2000  Francesco Francesconi e  Fulco
- 2000-2004  Renato Santese
- 2003-2004  Giovanni Melella[37]
- 2004-2005  Michele Cilenta[38]
- 2005-2008  Carmine Pagano[20][39][40]
- 2008-2009  Ugo Maria Cristoforo Caponigri[41]
- 2009-2010  Giuseppe Lo Pomo[52]
- 2010-2011  Cosimo Amoddio[53][54]
- 2011-2012  Rodolfo Ragone e  Giulio Di Feo[55]
- 2012-2014  Giuseppe Sabatino[21],  Antonio Procida[22] e  Roberto Procida (Onorario)[22]
- 2014-2015  Carmine Ferrara
- 2015-2016 carica vacante[51]
- 2016-2018  Mario Palmentieri
- 2018-2020  Mario Pumpo
- 2021-2022  Adriano Lerro
- 2022-  Antonio Boffa

## Palmarès

### Competizioni interregionali
- Campionato italiano di Serie C2: 2 (1989-1990, 1996-1997)
- Campionato Interregionale: 1 (1987-1988)
- Campionato Nazionale Dilettanti: 1 (1992-1993)

### Competizioni regionali
- Campionato italiano di Seconda Divisione: 2 (1935-1936, 1949-1950)[5]
- Campionato di Prima Categoria Campania: 2 (1962-1963, 1975-1976)[5]
- Campionato di Promozione Campania-Molise: 1 (1983-1984)
- Campionato di Eccellenza Campania: 1 (2009-2010)
- Coppa Campania Prima Categoria: 1 (2022-2023)

### Competizioni giovanili
- Campionato nazionale Dante Berretti (Serie A-B-C): 1 (1999-2000)

### Altri trofei
- Coppa Montuori: 1

1975-1976
- 1ª classificata al progetto “Giovani D Valore” (relativamente al girone H del campionato di serie D, disputato nella stagione 2012-2013)

### Altri piazzamenti
- Serie C:

Secondo posto: 1942-1943 (girone L)
- Serie D:

Terzo posto: 2011-2012 (girone I)
- Campionato Interregionale:

Terzo posto: 1985-1986 (girone I)
- Eccellenza:

Secondo posto: 2007-2008 (girone B), 2008-2009 (girone B)
Terzo posto: 2016-2017 (girone B)
- Scudetto Dilettanti:

Terzo posto: 1992-1993
- Coppa Italia Dilettanti:

Semifinalista: 1983-1984
- Coppa Italia Dilettanti Campania:

Finalista: 2007-2008

## Statistiche e record

### Partecipazione ai campionati
| Livello | Categoria                       | Partecipazioni | Debutto   | Ultima Stagione | Totale |
| ------- | ------------------------------- | -------------- | --------- | --------------- | ------ |
| 3°      | Serie C                         | 4              | 1939-1940 | 1942-1943       | 7      |
| 3°      | Serie C1                        | 3              | 1990-1991 | 1998-1999       | 7      |
| 4°      | Serie D                         | 8              | 1967-1968 | 2014-2015       | 16     |
| 4°      | Serie C2                        | 8              | 1988-1989 | 1999-2000       | 16     |
| 5°      | Campionato Interregionale       | 4              | 1984-1985 | 1987-1988       | 14     |
| 5°      | Campionato Nazionale Dilettanti | 1              | 1992-1993 | 1992-1993       | 14     |
| 5°      | Serie D                         | 9              | 2000-2001 | 2013-2014       | 14     |

### Statistiche di squadra
Statistiche aggiornate al 18 luglio 2016
Serie C
- Stagioni disputate: 4
- Miglior piazzamento: 2º posto (campionato 1942-1943)

Serie C1
- Stagioni disputate: 3
- Miglior piazzamento: 16º posto (campionato 1998-1999)

Serie C2
- Stagioni disputate: 8
- Campionati vinti: 2 (1989-1990, 1996-1997)
- Promozioni in Serie C1: 2 (1989-1990, 1996-1997)

Serie D (4º livello)
- Stagioni disputate: 8
- Miglior piazzamento: 4° (nella stagione 1970-1971)

Campionato Interregionale / Campionato Nazionale Dilettanti / Serie D (5º livello)
- Stagioni disputate: 13
- Campionati vinti: 2 (1987-1988, 1992-1993)
- Promozioni in Serie C2: 2 (1987-1988, 1992-1993)

Coppa Italia Serie C
- Partecipazioni: 11
- Miglior Piazzamento: Ottavi di finale (nella stagione 1991-1992)

Coppa Italia Serie D
- Partecipazioni: 9
- Miglior Piazzamento: Ottavi di finale (nella stagione 2001-2002)

## Tifoseria

### Storia
Il tifo organizzato a Battipaglia nasce ufficialmente nel 1975 con i ragazzi del Bar Diana e di Piazza della Repubblica.
La tifoseria della Battipagliese è stata in passato (anni 80) spesso etichettata come tifoseria nera per via della chiara matrice di destra e di estrema destra, ad oggi risulta totalmente apolitica.
Il primo gruppo ultras nacque nel 1980 con i "Supporters 1980". Nel 1984 nacquero i "Violent Race". Un anno dopo, nacque un gruppo ancor più rappresentativo: gli "Hell's Rebels", noti anche con l'acronimo HRUB, famoso in tutta Italia. Nel 1990 nacquero i "South Warriors", gruppo ultrà di Via del Centenario rimasto attivo per circa dieci anni, il cui simbolo era un bulldog. Il gruppo principale, gli HRUB, nel corso della sua storia ha subito diverse scissioni ("Forever Kaos", 1988 e "Dinamik Force 1996" su tutti) ma l'integrità e sempre stata preservata fino al 2014, quando il gruppo ha deciso di sciogliersi per un vile agguato subito di ritorno dalla Sicilia. Stessa sorte per gli Ultras Battipaglia MMXII, che avevano iniziato a seguire la squadra dal 2011.
Nel 2015 nasce il gruppo "Battipagliesi" e nel 2016 i "South Inside". I 2 gruppi hanno rappresentato la tifoseria bianconera fino al 2019, anno in cui entrambi si sciolgono.

### Gemellaggi e rivalità
Gemellaggi
- Angri[62][63]
- Matera[63] interrotto a settembre 2015[64][65]
- Gladiator[66]

Amicizie
- Viterbese[67]
- Catania[68]
- Ternana

Rivalità
- Benevento[69]
- Cavese[70]
- Castrovillari
- Vigor Lamezia
- Nola[5]
- Ebolitana[71]
- Nocerina[72]
- Scafatese
- Avellino
- Acireale[73]
- Savoia[72]
- Turris[74][75]
- Casertana
- Marsala[72]
- Palermo
- Agropoli[76]
- Sarnese[77]
- Catanzaro
- Potenza
- Messina
- Taranto
- Sant'Antonio Abate